# Division 2 1965-1966
La Division 2 1965-1966 è stata la ventisettesima edizione della Division 2, la seconda serie del campionato francese di calcio. Composta da 19 squadre è stata vinta dallo Stade Reims.
IL capocannoniere è stato Pierre Ferrazzi del Grenoble con 30 gol.

## Classifica finale
|    | Classifica             | G  | V  | N  | P  | GF | GS | DR  | Pti |
| -- | ---------------------- | -- | -- | -- | -- | -- | -- | --- | --- |
| 1  | Stade de Reims         | 36 | 22 | 6  | 8  | 76 | 38 | +38 | 50  |
| 2  | Olympique de Marseille | 36 | 20 | 8  | 8  | 58 | 31 | +27 | 48  |
| 3  | Limoges FC             | 36 | 18 | 10 | 8  | 50 | 27 | +23 | 46  |
| 4  | SC Bastia (P)          | 36 | 18 | 9  | 9  | 60 | 46 | +34 | 45  |
| 5  | SC Toulon (R)          | 36 | 17 | 10 | 9  | 56 | 38 | +18 | 44  |
| 6  | FC avignon (P)         | 36 | 17 | 9  | 10 | 68 | 42 | +26 | 43  |
| 7  | AS Béziers             | 36 | 19 | 5  | 12 | 59 | 42 | +17 | 43  |
| 8  | FC Metz                | 36 | 15 | 12 | 9  | 54 | 50 | +4  | 42  |
| 9  | US Boulogne            | 36 | 15 | 10 | 11 | 60 | 56 | +4  | 40  |
| 10 | FC Grenoble            | 36 | 16 | 7  | 13 | 62 | 58 | +4  | 39  |
| 11 | AS Cherbourg           | 36 | 12 | 11 | 13 | 39 | 50 | -11 | 35  |
| 12 | SC Angoulême (P)       | 36 | 11 | 10 | 15 | 48 | 52 | -4  | 32  |
| 13 | SO Montpellier         | 36 | 12 | 6  | 18 | 46 | 60 | -14 | 30  |
| 14 | RCFC Besançon          | 36 | 9  | 11 | 16 | 36 | 29 | +7  | 29  |
| 15 | AC Ajaccio (P)         | 36 | 8  | 11 | 17 | 45 | 65 | -20 | 27  |
| 16 | US Forbach             | 36 | 8  | 9  | 19 | 43 | 67 | -24 | 25  |
| 17 | RC France              | 36 | 9  | 6  | 21 | 46 | 70 | -24 | 24  |
| 18 | AS Aix                 | 36 | 6  | 11 | 19 | 39 | 62 | -23 | 23  |
| 19 | US Marignane (P)       | 36 | 7  | 5  | 24 | 32 | 73 | -41 | 19  |

- (R) club retrocesso della Division 1.
- (P) club neo-promosso dalla divisione inferiore.

### Spareggio promozione-retrocessione
Le squadre classificatesi al 3ª e la 4º posto incontrano la 17º e la 18º classificata di Division 1, affrontandosi in un girone all'italiana. Le prime due classificate ottengono la salvezza se iscritte in Division 1 o avanzano di categoria se partecipanti alla seconda divisione. Le ultime due sono retrocesse se militano in Division 1 o non sono promosse se iscritte in seconda serie.
|  | Pos. | Squadra | Pt | G | V | N | P | GF | GS | DR  |
|  | ---- | ------- | -- | - | - | - | - | -- | -- | --- |
|  | 1.   | Lilla   | 5  | 4 | 3 | 0 | 1 | 5  | 2  | +3  |
|  | 2.   | Nîmes   | 4  | 4 | 2 | 1 | 1 | 10 | 5  | +5  |
|  | 3.   | Bastia  | 4  | 4 | 2 | 0 | 2 | 7  | 4  | +3  |
|  | 4.   | Limoges | 1  | 4 | 0 | 1 | 3 | 0  | 11 | -11 |

Legenda:
      Rimane in Division 1 1967-1968.
      Rimane in Division 2 1967-1968.
Note:
Due punti a vittoria, uno a pareggio, zero a sconfitta.

#### Risultati
|         | Risultati |         | Luogo e data   |
| ------- | --------- | ------- | -------------- |
| Bastia  | 2-0       | Lilla   | 19 giugno 1966 |
| Limoges | 0-0       | Nîmes   | 19 giugno 1966 |
|         |           |         |                |
| Lilla   | 1-0       | Limoges | 22 giugno 1966 |
| Nîmes   | 3-2       | Bastia  | 22 giugno 1966 |
|         |           |         |                |
| Bastia  | 3-0       | Nîmes   | 26 giugno 1966 |
| Limoges | 0-3       | Lilla   | 26 giugno 1966 |
|         |           |         |                |
| Lilla   | 1-0       | Bastia  | 29 giugno 1966 |
| Nîmes   | 7-0       | Limoges | 29 giugno 1966 |
|         |           |         |                |

## Verdetti finali
- Stade Reims e  Olympique Marsiglia promosse in Division 1 1966-1967.
- Forbach e  Marignane retrocesse.